# Exechia pallidula
Exechia pallidula är en tvåvingeart som beskrevs av Edwards 1926. Exechia pallidula ingår i släktet Exechia och familjen svampmyggor. Inga underarter finns listade i Catalogue of Life.